# رودريغو سانتورو
رودريغو سانتورو (بالإنجليزية: Rodrigo Santoro)‏ ممثل برازيلي من مواليد 22 أغسطس 1975 في ريو دي جانيرو، البرازيل من أب إيطالي وأم برازيلية، بدأ مسيرته الفنية عام 1993، ومن أبرز أعماله التي تقمصها هي الملك زيركسيس في فلم 300.

## أعماله
مثل دور باولو إحدى شخصيات مسلسل لوست الموسم الثالث وهو حبيب نيكي قاما بقتل مخرج في أستراليا لسرقة ألماسه ولكنه دفن على الجزيرة وهو على قيد الحياة، وهو نفس الممثل الذي قام بدور الملك زركسيس (Xerxes) في فيلم فلم 300، وكان الفيلم من ضمن أعماله الناجحة.

## وصلات خارجية
- الموقع الإلكتروني
- رودريغو سانتورو على موقع IMDb (الإنجليزية)
- رودريغو سانتورو على موقع روتن توميتوز (الإنجليزية)
- رودريغو سانتورو على موقع ألو سيني (الفرنسية)
- رودريغو سانتورو على موقع ميوزك برينز (الإنجليزية)
- رودريغو سانتورو على موقع تيرنر كلاسيك موفيز (الإنجليزية)
- رودريغو سانتورو على موقع أول موفي (الإنجليزية)
- رودريغو سانتورو على موقع بوكس أوفيس موجو (الإنجليزية)
- رودريغو سانتورو على موقع قاعدة بيانات الأفلام السويدية (السويدية)
- رودريغو سانتورو على موقع إن إن دي بي (الإنجليزية)
- رودريغو سانتورو على موقع قاعدة بيانات الفيلم (الإنجليزية)